# The Adversary
The Adversary es el primer álbum de estudio de la banda australiana de deathcore Thy Art Is Murder. El álbum fue lanzado el 16 de julio de 2010 a través de Skull and Bones Records. Es el primer lanzamiento en el que aparece el vocalista Chris "CJ" McMahon y último lanzamiento de caracteriza guitarrista Gary Markowski y el bajista Mick Low. El guitarrista Sean Delander reemplazará Mick Low en el bajo y Andy Marsh y Tom Brown unido como los nuevos guitarristas en el álbum Hate.
The Adversary es el único álbum Thy Art Is Murder para ofrecer un sonido muy parecidas a la de death metal técnico mientras sigue llevando su sonido regular de deathcore. Los críticos han llamado su lanzamiento más pesado.

## Lista de canciones
| N.º | Título                       | Duración |  |
| 1.  | «Unholy Sermons»             | 0:50     |  |
| 2.  | «Soldiers of Immortality»    | 3:26     |  |
| 3.  | «Laceration Penetration»     | 4:25     |  |
| 4.  | «Furnace of Hate»            | 3:22     |  |
| 5.  | «Flesh Oracle»               | 3:21     |  |
| 6.  | «The Adversary»              | 4:06     |  |
| 7.  | «Decrepit Purification»      | 3:51     |  |
| 8.  | «The False Prophet»          | 3:30     |  |
| 9.  | «Engineering the Antichrist» | 3:32     |  |
| 10. | «Requiem»                    | 2:20     |  |
| 11. | «Coward's Throne»            | 4:45     |  |

## Créditos
| Músicos - Chris "CJ" Mcmahon – voz - Sean Delander – guitarra líder - Gary Markowski – guitarra - Mick Low – bajo - Lee Stanton – batería | Producción adicional - Michael Low – ingeniería - Shane "Buddha" Edwards – mezcla, edición - Toby Learmont – masterización - Jumali Katani – carátula - Remy Cuveillier – diseño |